# Carnaval do Caribe

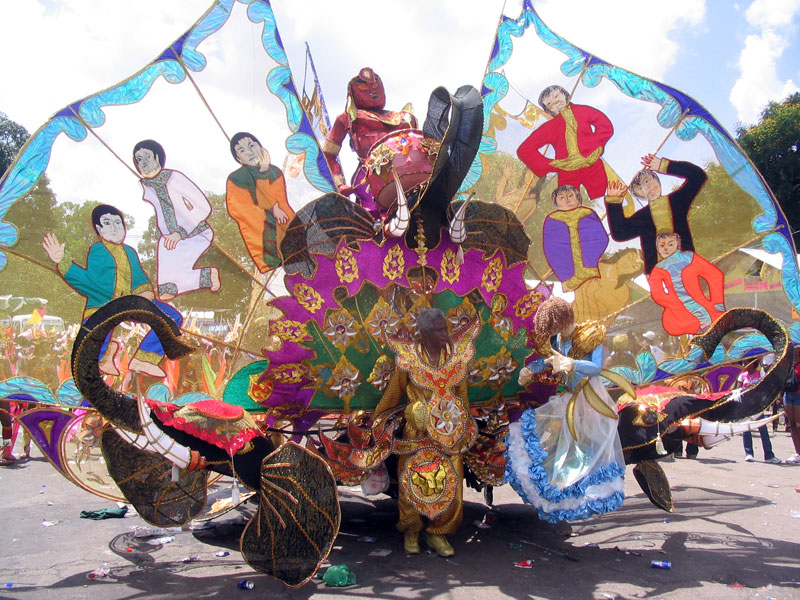
Carnival em Trinidad e Tobago

Carnaval do Caribe é o termo usado para uma série de eventos carnavalescos que ocorrem todos os anos nas ilhas do Caribe.
O carnaval caribenho têm diversos temas de interesse comum baseada no folclore, a cultura, e religião, e não em passeios de diversões.
Sua tradição são baseados em uma série de disciplinas, incluindo: "Playing Mas" / Masquerade; a música calypso e coroando um rei ou Calypso Monarch; Panorama (Steel Band Competition); Jouvert da Manhã, e uma série de outras tradições.